# Шеперд, Деннис
Де́ннис Грэм Ше́перд (англ. Dennis Graham Shepherd; 11 октября 1926, Йоханнесбург — 12 июня 2006, там же) — южноафриканский боксёр лёгкой и полулёгкой весовых категорий. В конце 1940-х годов выступал за сборную ЮАР: серебряный призёр летних Олимпийских игр в Лондоне, чемпион национального первенства, участник многих международных турниров и матчевых встреч.

## Биография
Деннис Шеперд родился 11 октября 1926 года в Йоханнесбурге. Активно заниматься боксом начал в раннем детстве, проходил подготовку в местном боксёрском клубе «Буйсенс». Благодаря череде удачных выступлений в 1948 году удостоился права защищать честь страны на летних Олимпийских играх в Лондоне — в полуфинале полулёгкой весовой категории победил аргентинца Франсиско Нуньеса, но в решающем матче проиграл итальянцу Эрнесто Форменти.
Получив серебряную олимпийскую медаль, Шеперд продолжил выходить на ринг в составе национальной сборной, принимая участие во всех крупнейших международных турнирах. Так, в 1950 году он выступил на Играх Британской империи и стран Содружества наций в Окленде, считался здесь фаворитом в лёгком весе, но в первом же своём матче на турнире неожиданно проиграл малоизвестному австралийцу Уильяму Барберу. Вскоре после этой неудачи Шеперд принял решение завершить карьеру спортсмена — в отличие от большинства соотечественников, он не стал переходить в профессиональный бокс. Умер 12 июня 2006 года в Йоханнесбурге.